# Agaricus
Agaricus L. (pieczarka) – rodzaj grzybów należący do rodziny pieczarkowatych (Agaricaceae). Uprawiany i sprzedawany w sklepach jest jeden z jej gatunków – pieczarka dwuzarodnikowa.

## Charakterystyka
Grzyby wytwarzające owocniki z mięsistymi kapeluszami o suchej, nagiej lub łuskowatej powierzchni i blaszkowym hymenoforze. Blaszki u młodych owocników różowe, po dojrzeniu brązowe, nie przyrośnięte do trzonu, o regularnej tramie. Na trzonach u wielu gatunków znajduje się przyrośnięty pierścień. Zarodniki pieczarek są okrągławe lub eliptyczne, gładkie, pozbawione pory rostkowej, a ich wysyp jest barwy brązowej.
Ogromna większość gatunków pieczarek to grzyby o owocnikach otwartych, wyjątkiem jest Agaricus deserticola będąca grzybem sekotioidalnym, to znaczy pośrednim między grzybami otwartymi (hymenomycetes) i zamkniętymi (wnętrzniakami).

## Systematyka i nazewnictwo
Pozycja w klasyfikacji według Index Fungorum: Agaricaceae, Agaricales, Agaricomycetidae, Agaricomycetes, Agaricomycotina, Basidiomycota, Fungi.
Zgodnie z zasadami nomenklatury botanicznej (dotyczącej także grzybów) przyjęto, że rodzaj Agaricus został poprawnie opisany po raz pierwszy przez Karola Linneusza (jako Agaricus campester) w „Species Plantarum” z 1753 r. Pieczarka jest typem nomenklatorycznym rzędu pieczarkowców (Agaricales) i rodziny pieczarkowatych (Agaricaceae), natomiast jej gatunkiem typowym jest pieczarka łąkowa (Agaricus campestris).
Synonimy naukowe:

- Agaricus sect. Pratella Pers. 1801
- Agaricus trib. Psalliota Fr. 1821
- Amanita Dill. ex Boehm. 1760
- Araneosa Long 1941
- Fungus Tourn. 1694
- Fungus Tourn. ex Adans. 1763
- Hypophyllum Paulet 1793
- Longia Zeller 1943
- Longula Zeller 1945
- Myces Paulet 1808
- Pratella (Pers.) Gray 1821
- Psalliota (Fr.) P. Kumm. 1871

Polską nazwę podał Franciszek Błoński w 1889 r.
Gatunki występujące w Polsce
- Agaricus altipes (F.H. Møller) F.H. Møller – pieczarka długotrzonowa
- Agaricus arvensis Schaeff. – pieczarka biaława
- Agaricus augustus Fr. – pieczarka okazała
- Agaricus benesii (Pilát) Pilát – pieczarka drobnołuskowa
- Agaricus bernardii Quél. – pieczarka solniskowa
- Agaricus bisporus (J.E. Lange) Imbach – pieczarka dwuzarodnikowa
- Agaricus bitorquis (Quél.) Sacc. – pieczarka miejska
- Agaricus bohusii Bon – pieczarka kępkowa
- Agaricus bresadolanus Bohus[7]
- Agaricus campestris L. – pieczarka łąkowa
- Agaricus cappellianus Hlaváček – pieczarka kompostowa[8]
- Agaricus comtulus Fr. – pieczarka malutka
- Agaricus cupreobrunneus (Jul. Schäff. & Steer) Pilát – pieczarka purpurowobrązowa
- Agaricus dulcidulus Schulzer – pieczarka purpurowowłókienkowata[9]
- Agaricus fuscofibrillosus (F.H. Møller) Pilát 1951[7]
- Agaricus impudicus (Rea) Pilát 1951[7] – pieczarka brązowoplamista[10]
- Agaricus langei (F.H. Møller & Jul. Schäff.) Maire – pieczarka krwawiąca
- Agaricus lanipes (F.H. Møller & Jul. Schäff.) Singer – pieczarka krótkotrzonowa
- Agaricus litoralis (Wakef. & A. Pearson) Pilát
- Agaricus macrocarpus (F.H. Møller) F.H. Møller – pieczarka wielkoowocnikowa
- Agaricus minimus (Ricken) Pilát – pieczarka najmniejsza
- Agaricus moelleri Wasser – pieczarka szarołuskowa
- Agaricus moellerianus Bon 1985[7]
- Agaricus phaeolepidotus (F.H. Møller) F.H. Møller[11]
- Agaricus placomyces Peck – pieczarka płaska
- Agaricus porphyrizon P.D. Orton – pieczarka liliowoczerwonawa
- Agaricus rusiophyllus Lasch – pieczarka różowoblaszkowa
- Agaricus semotus Fr. – pieczarka winnoczerwona
- Agaricus silvaticus Schaeff. – pieczarka leśna
- Agaricus sylvicola (Vittad.) Peck 1872 – pieczarka bulwiasta
- Agaricus subfloccosus (J.E. Lange) Hlaváček[11]
- Agaricus subperonatus (J.E. Lange) Singer 1951 – pieczarka opasana[10]
- Agaricus subrufescens Peck 1894[7] – pieczarka brązowa[10]
- Agaricus urinascens (Jul. Schäff. & F.H. Møller) Singer – pieczarka urynowa[10]
- Agaricus xanthodermus Genev. – pieczarka karbolowa
- Agaricus xantholepis F.H. Møller 1952 – pieczarka włóknistobrzega

Nazwy naukowe na podstawie Index Fungorum. Wykaz gatunków i nazwy polskie według Władysława Wojewody. Komisji ds. Polskiego Nazewnictwa Grzybów i innych.

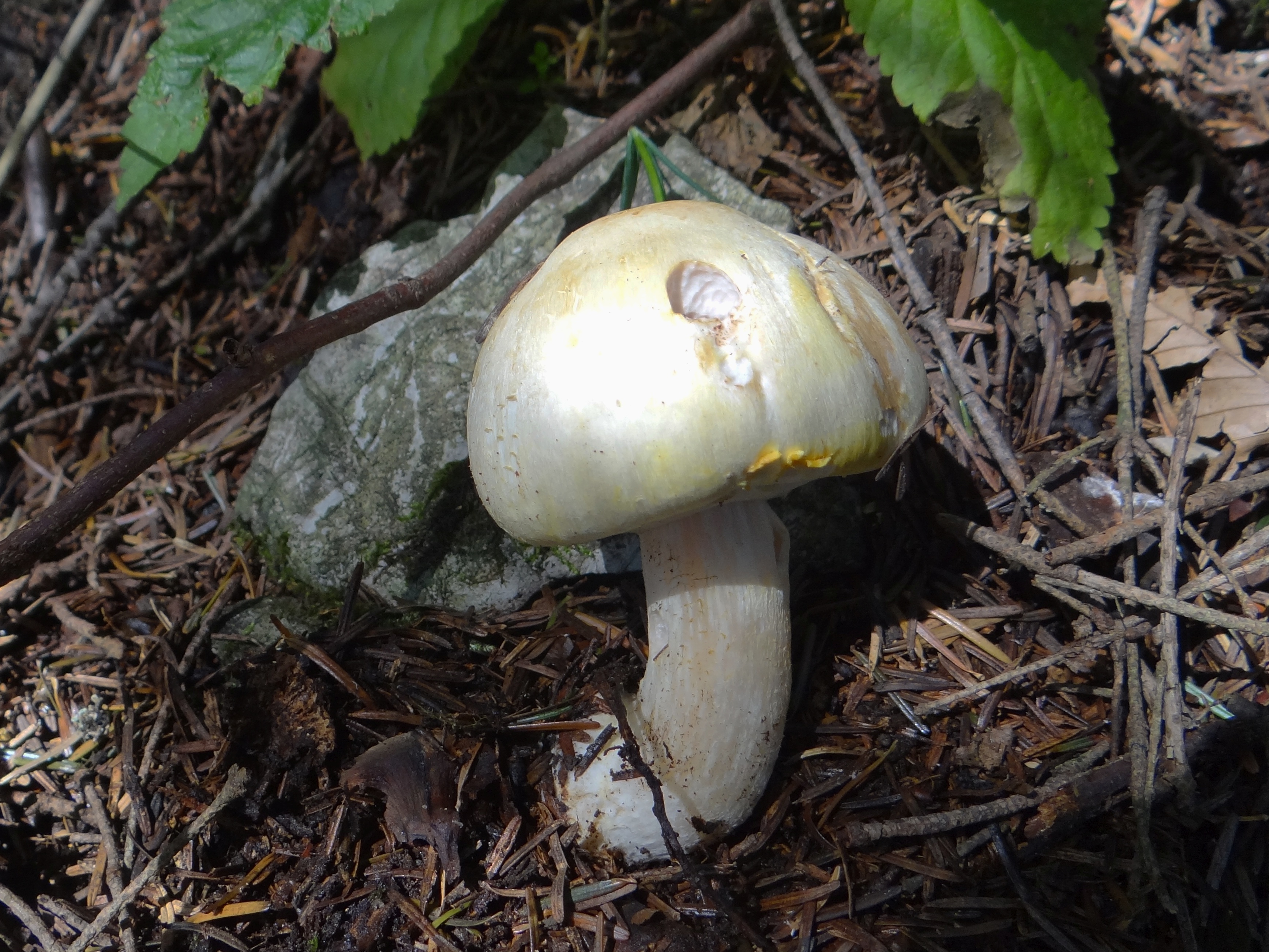
Agaricus arvensis
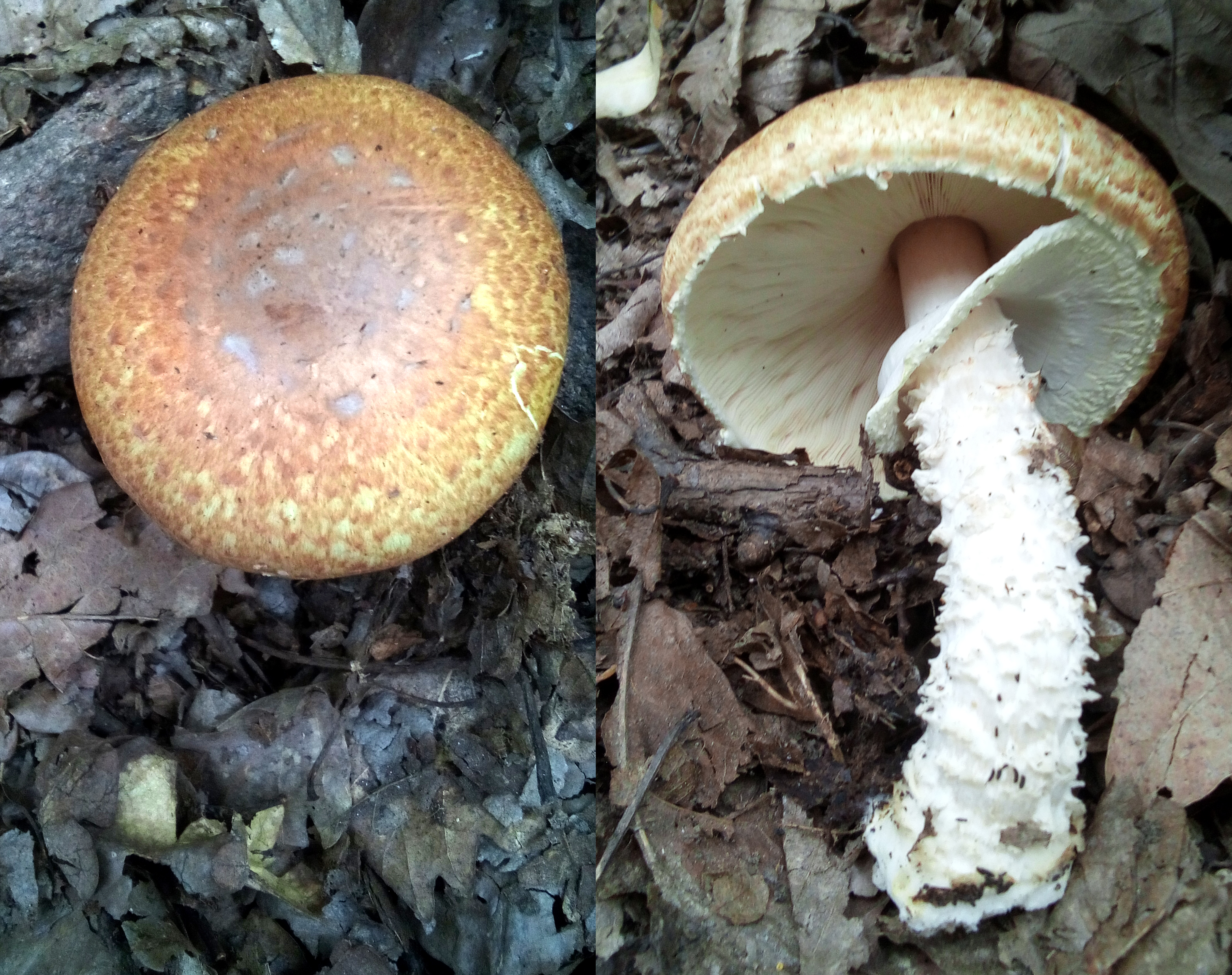
Agaricus augustus
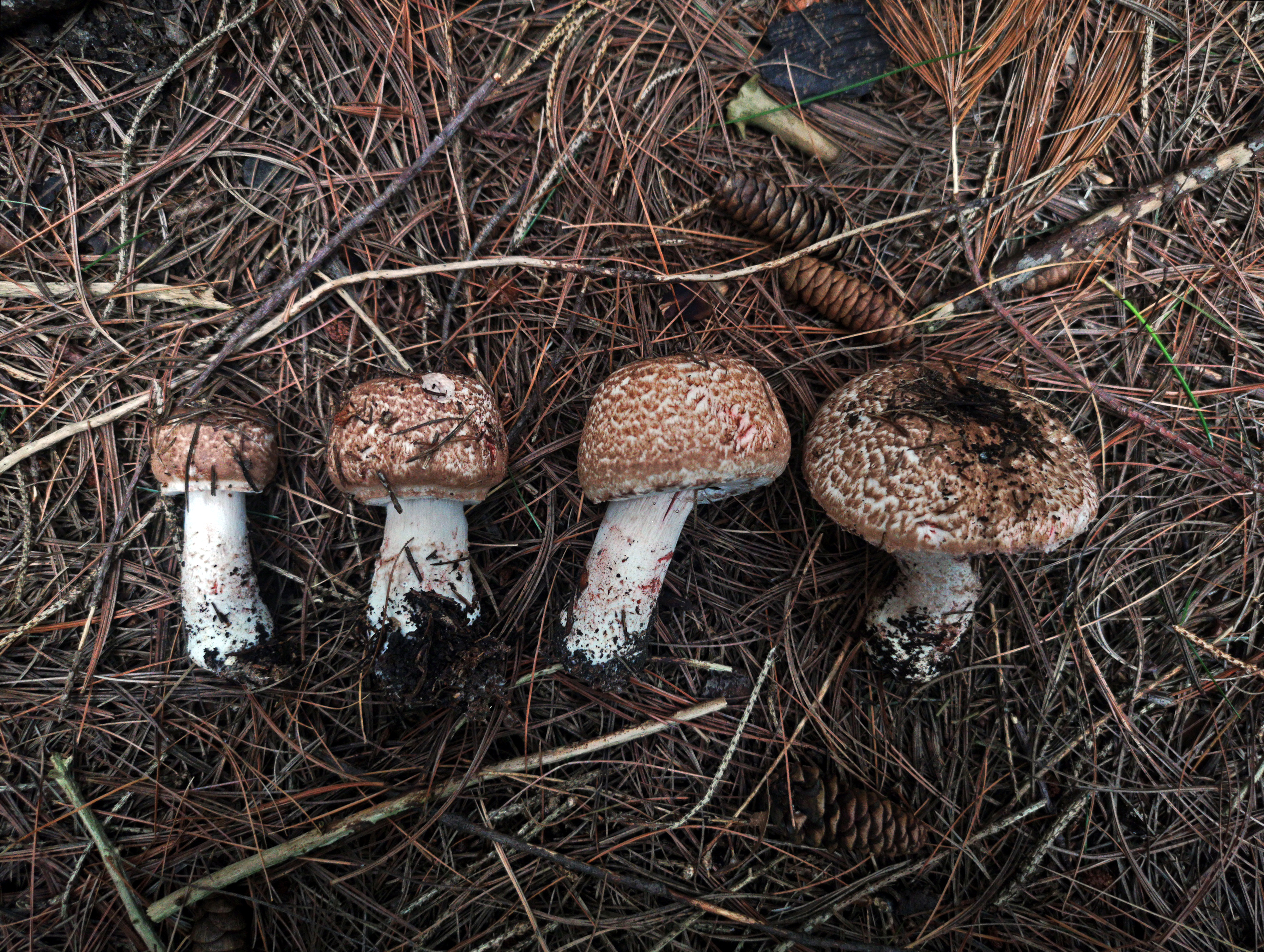
Agaricus benesii
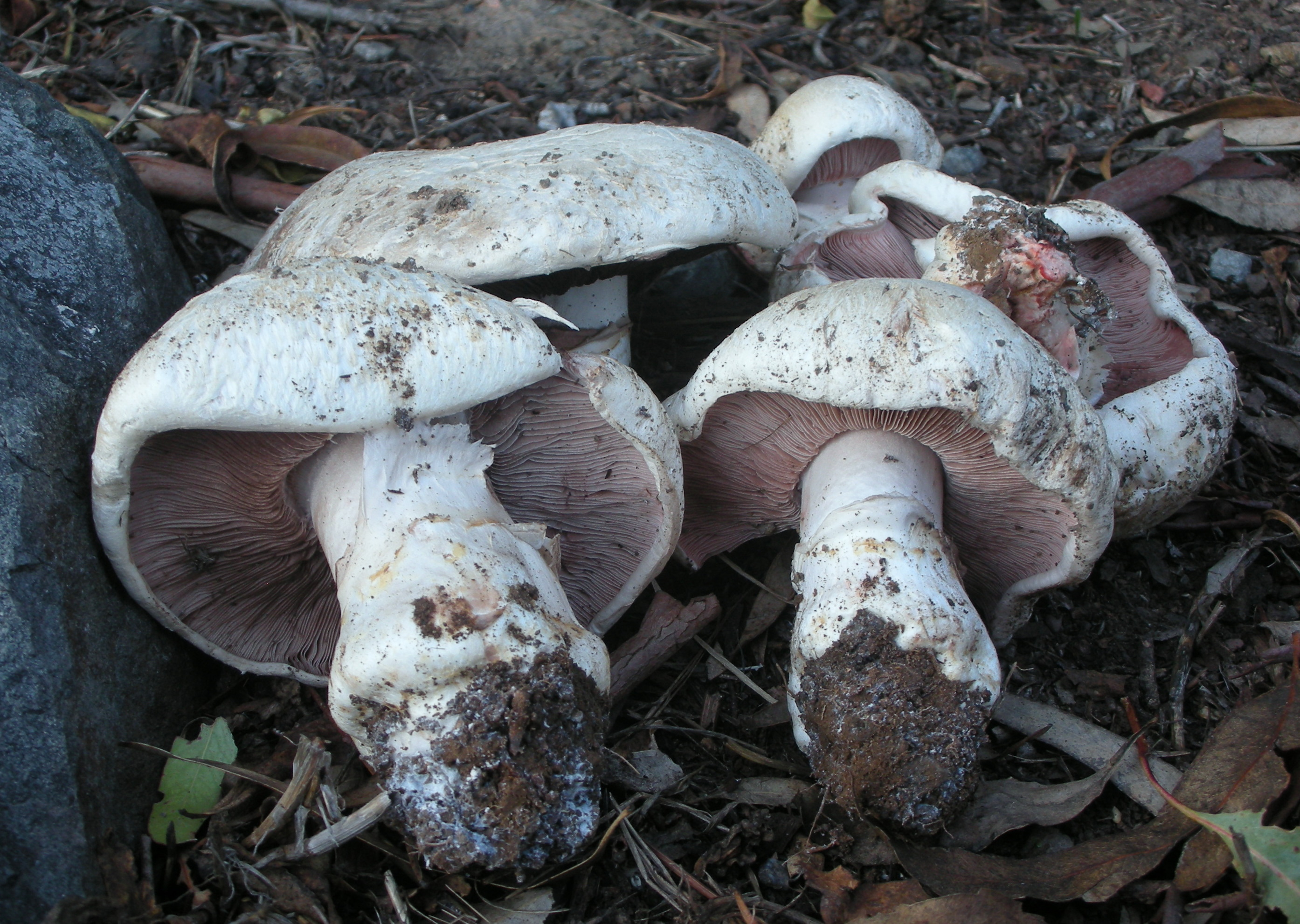
Agaricus bernardii
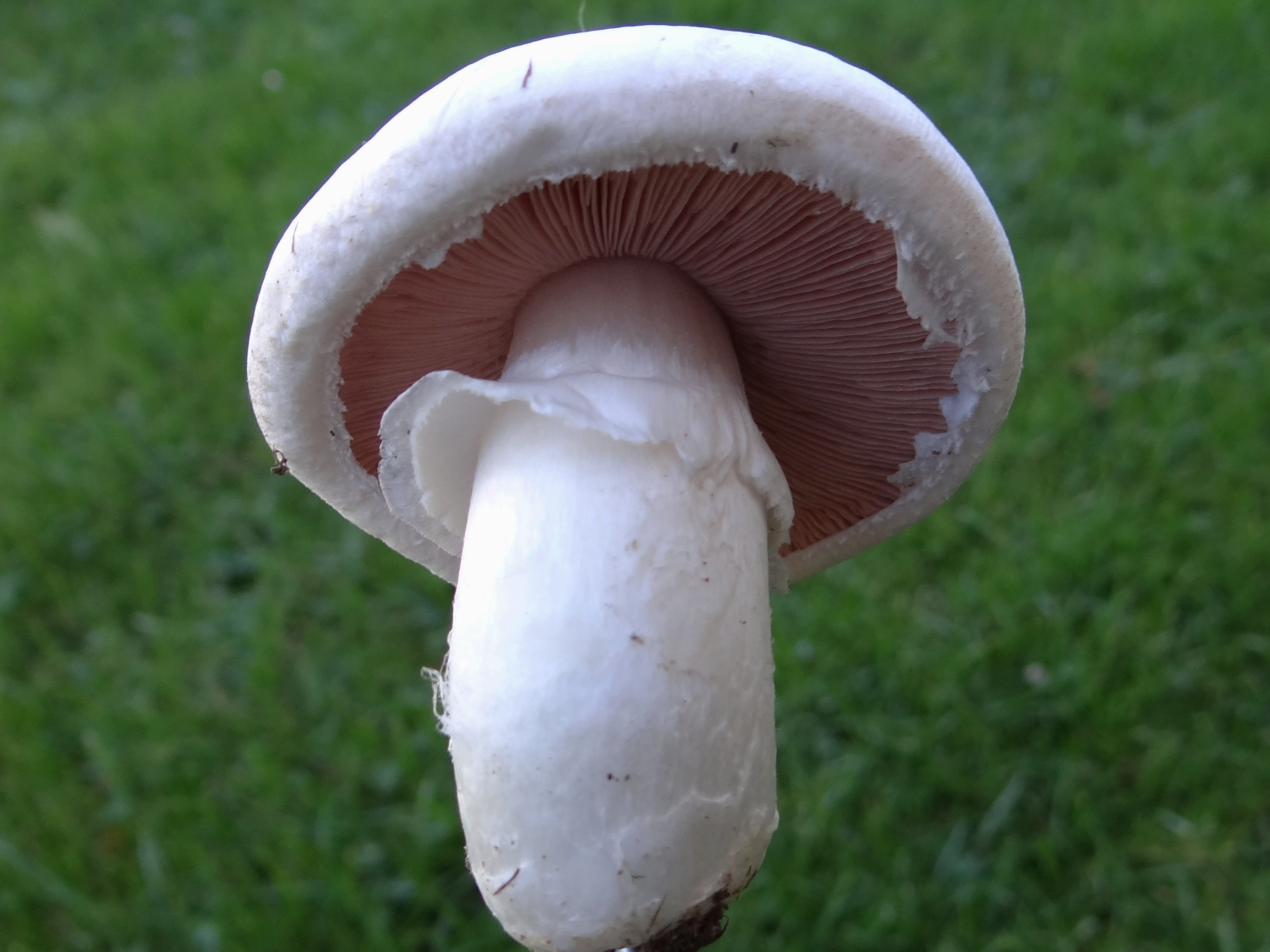
Agaricus bisporus
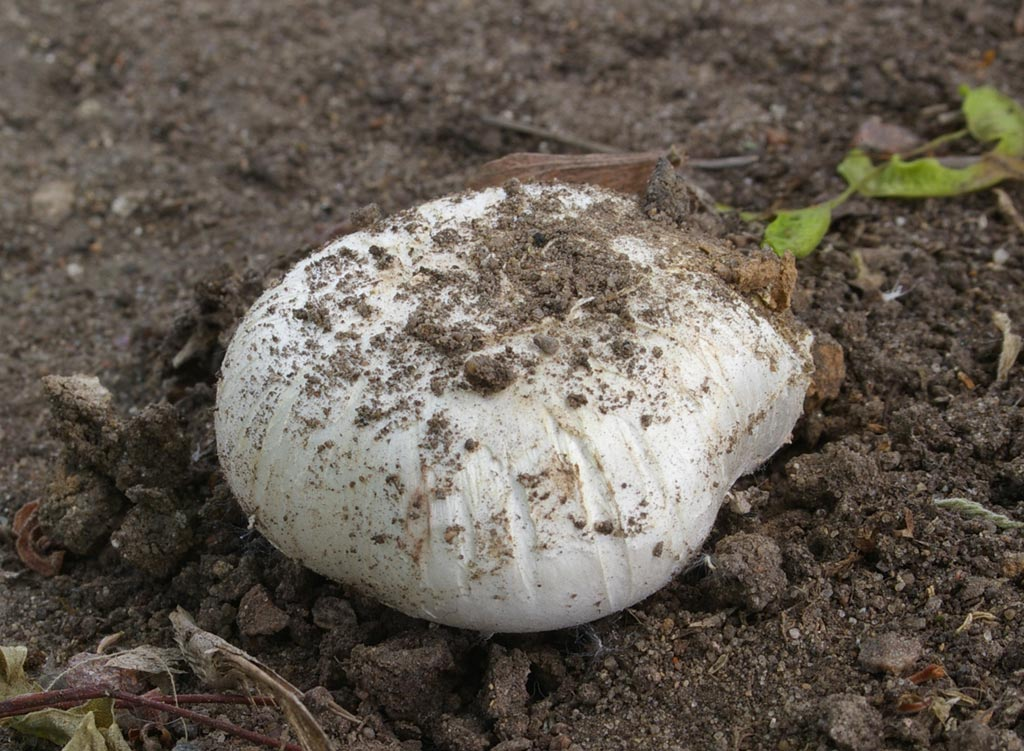
Agaricus bitorquis
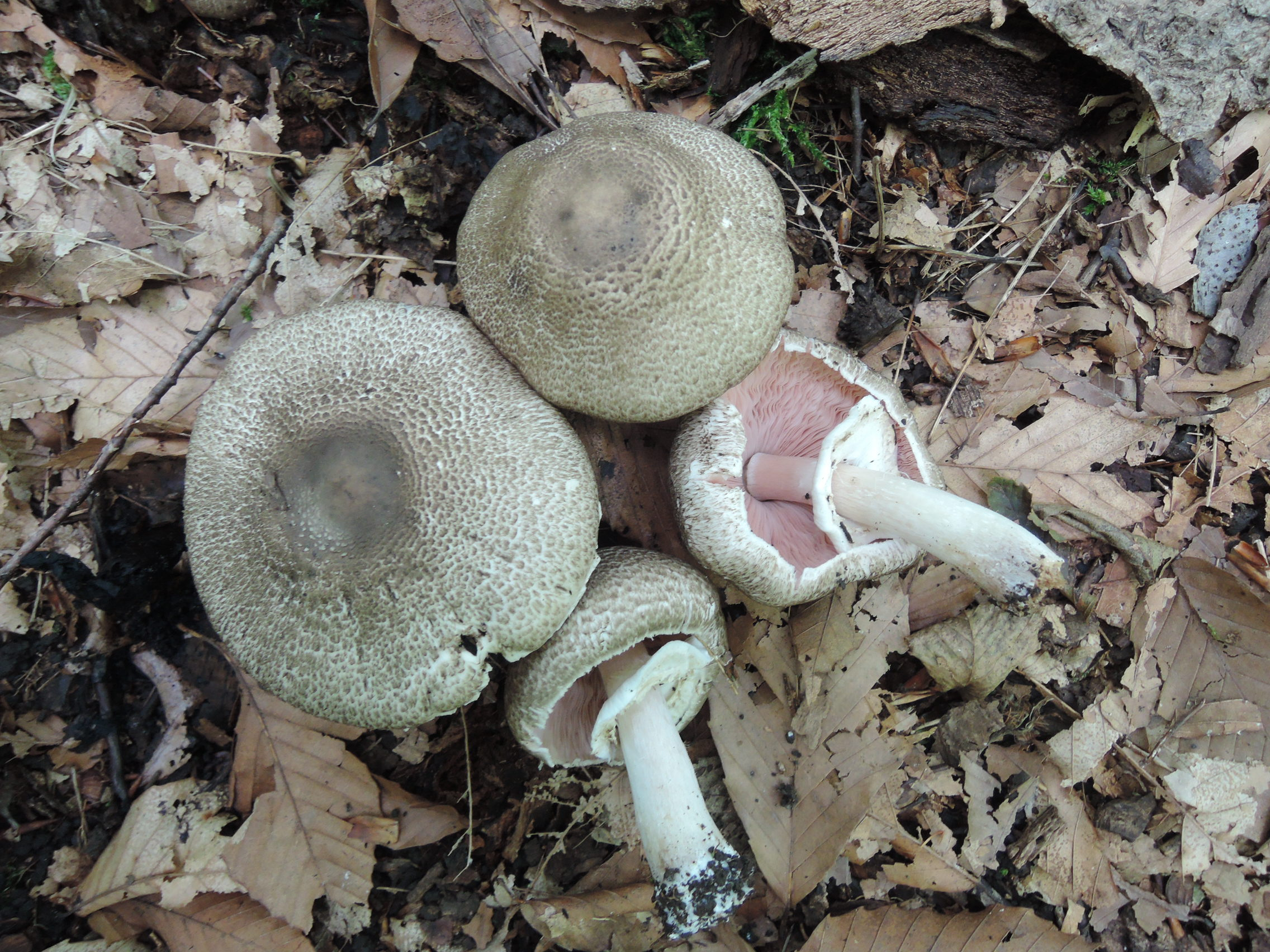
Agaricus bohusii
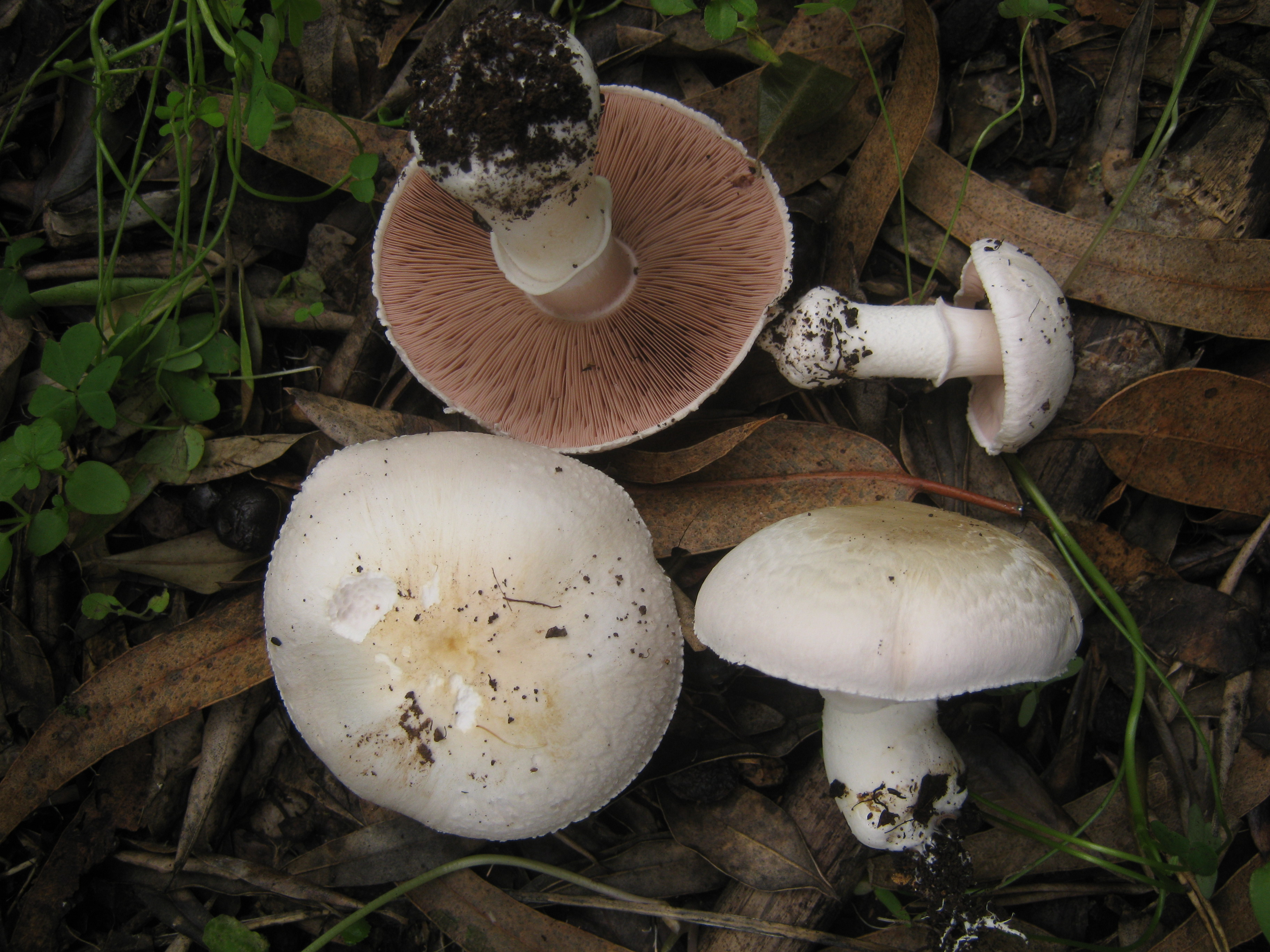
Agaricus bresadolanus
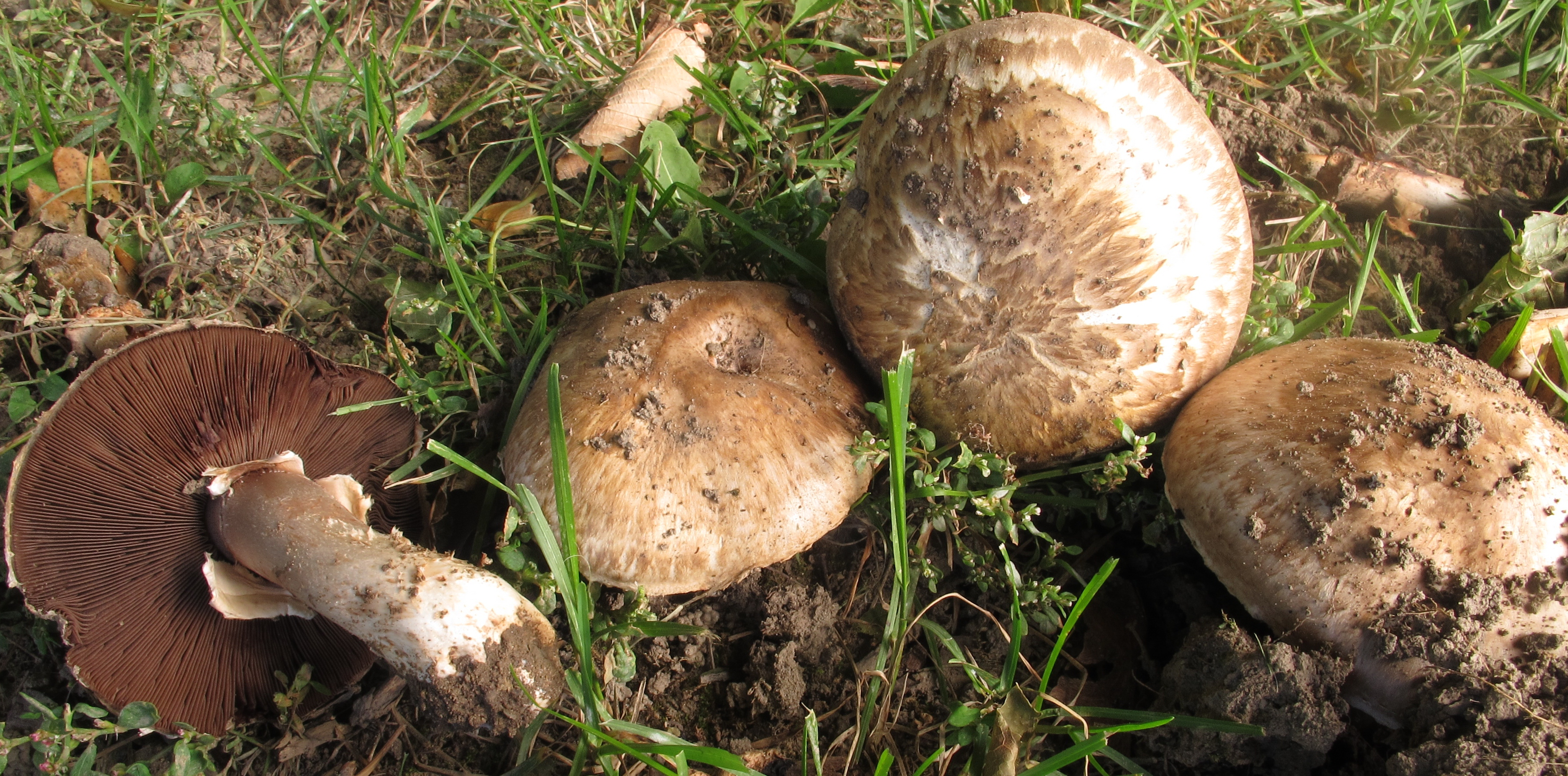
Agaricus cappellianus
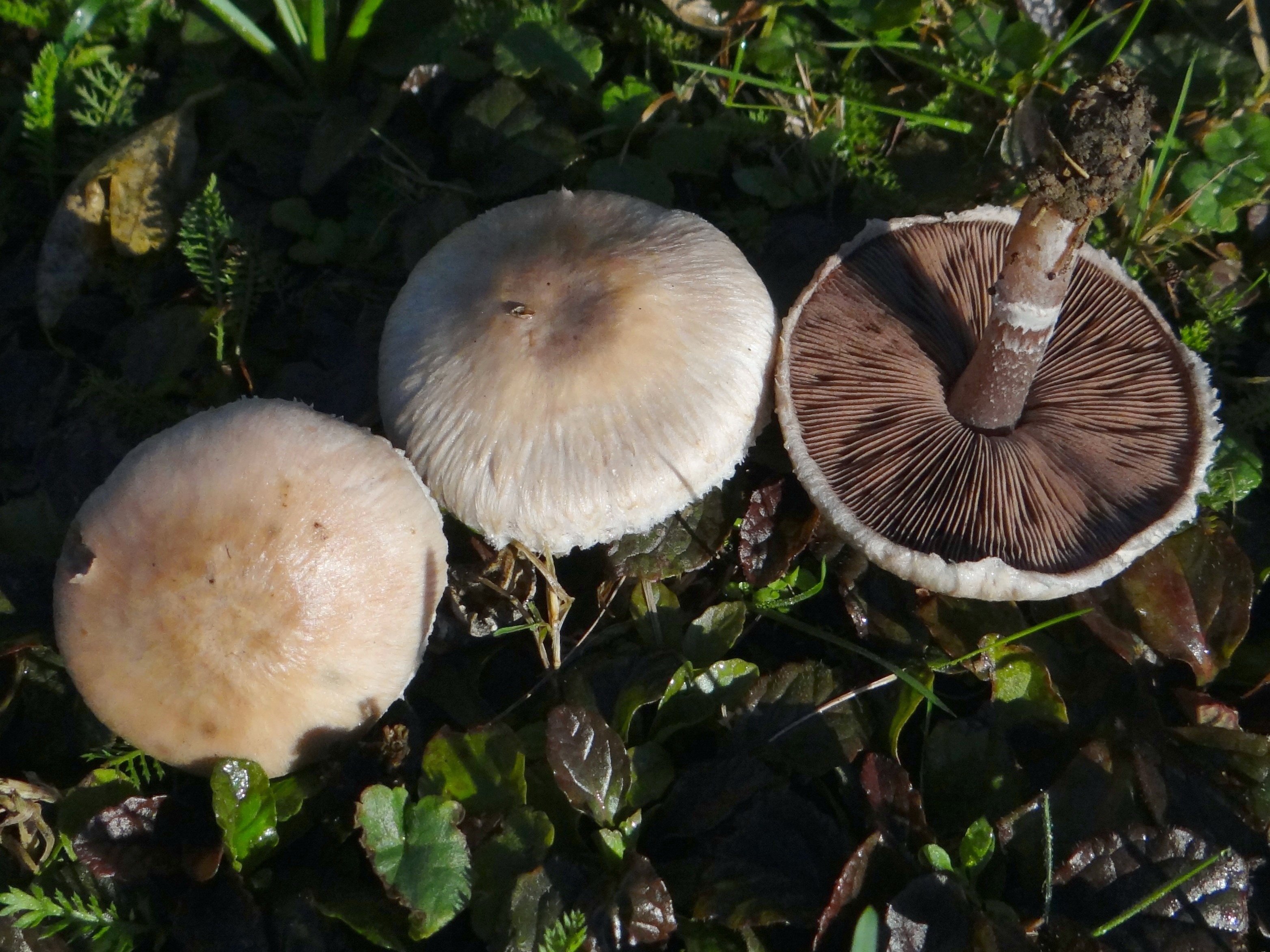
Agaricus comtulus
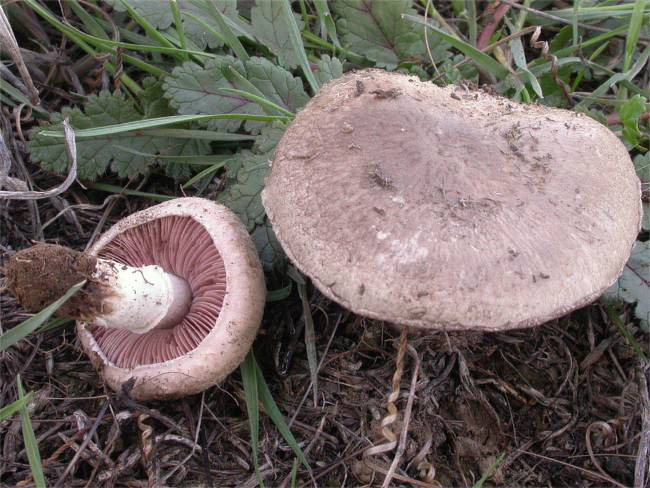
Agaricus cupreobrunneus
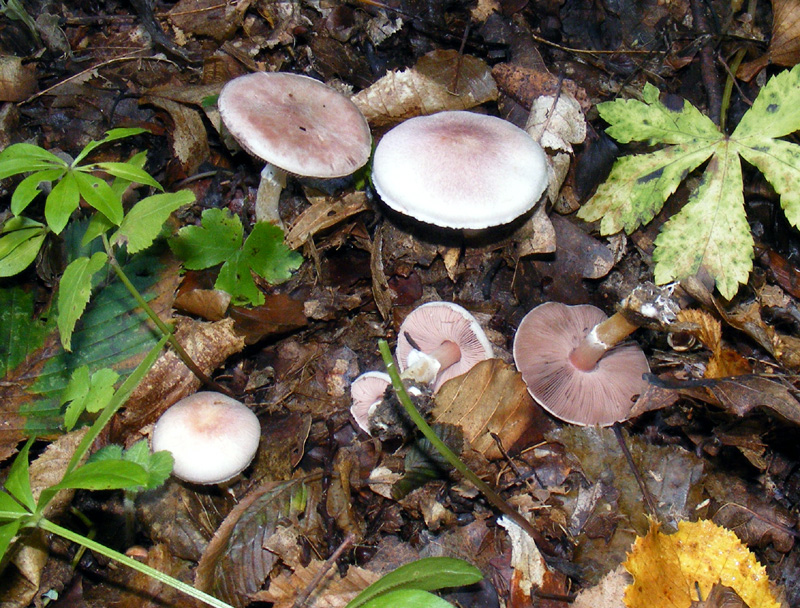
Agaricus dulcidulus
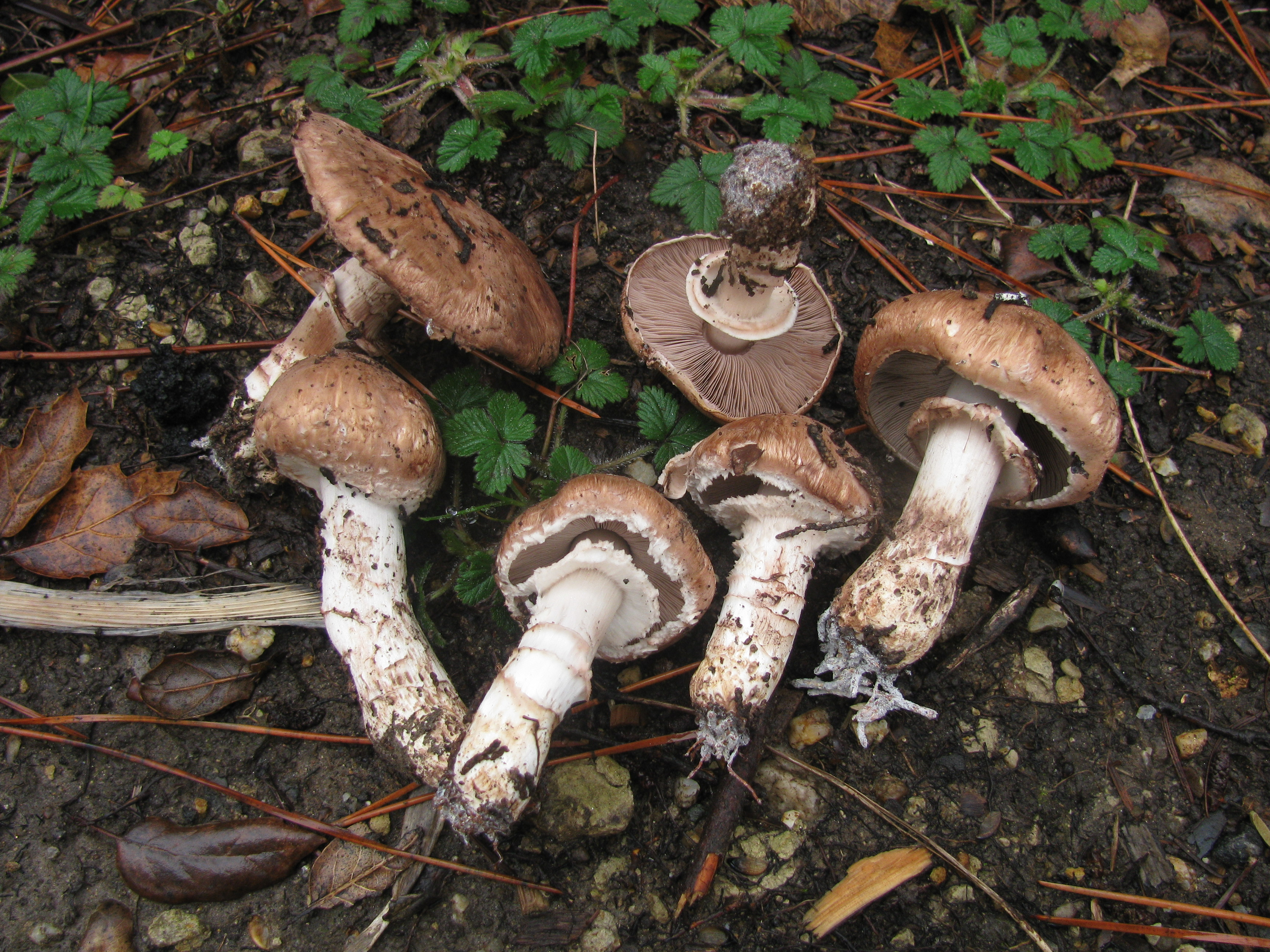
Agaricus fuscofibrillosus
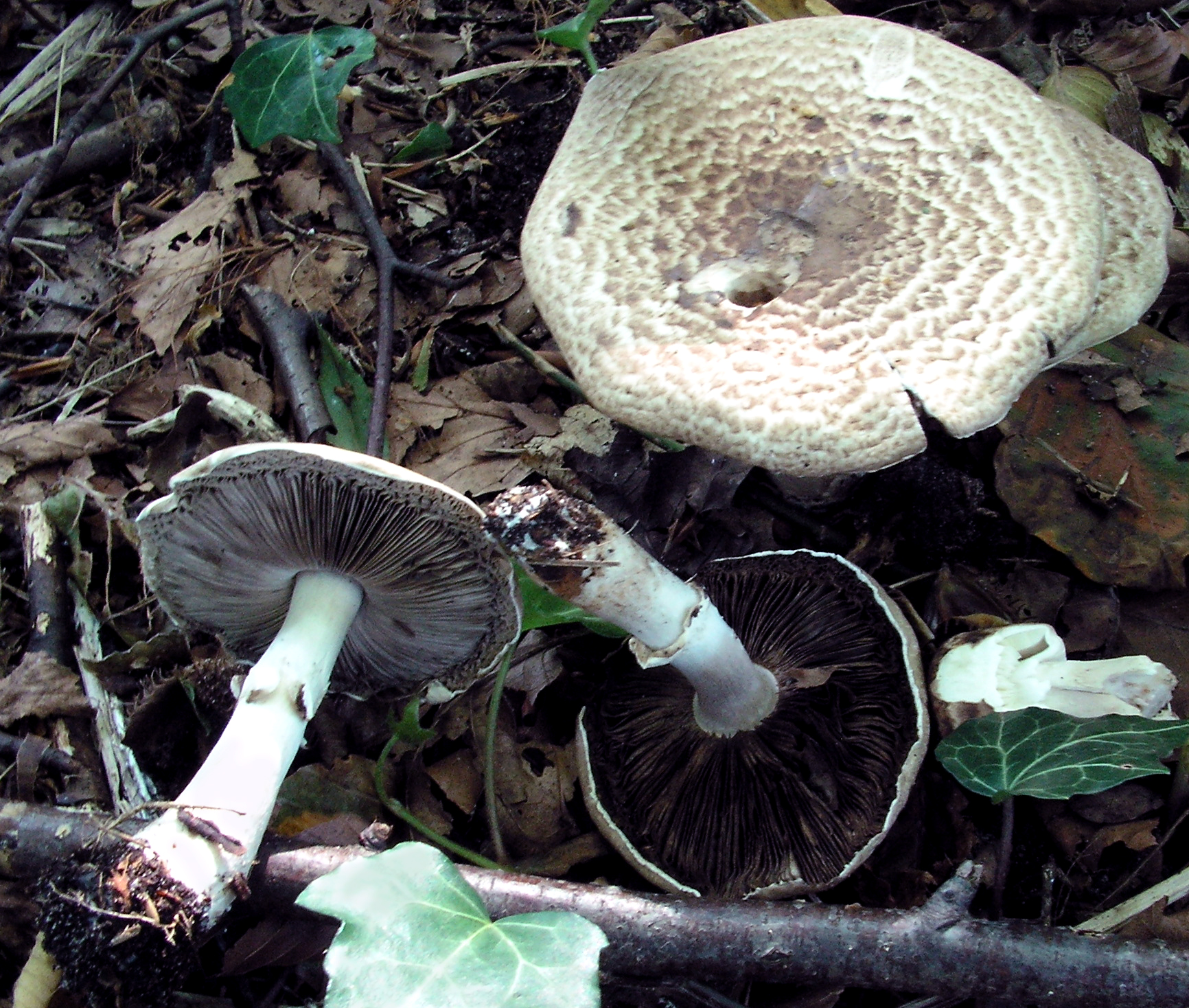
Agaricus impudicus
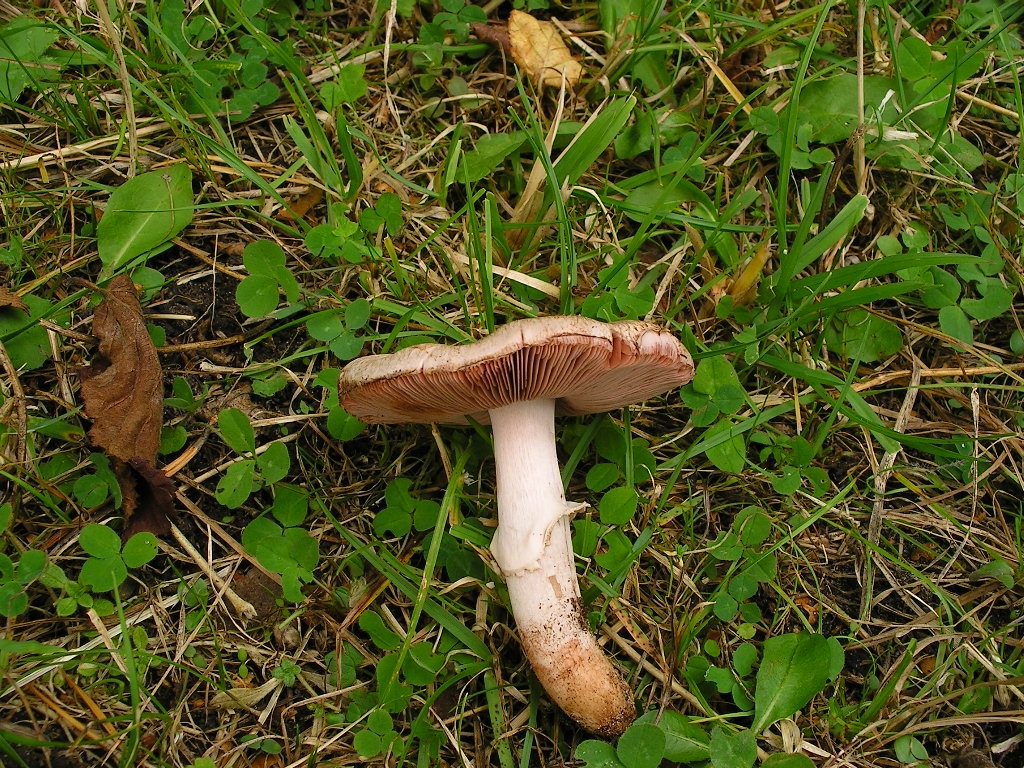
Agaricus langei
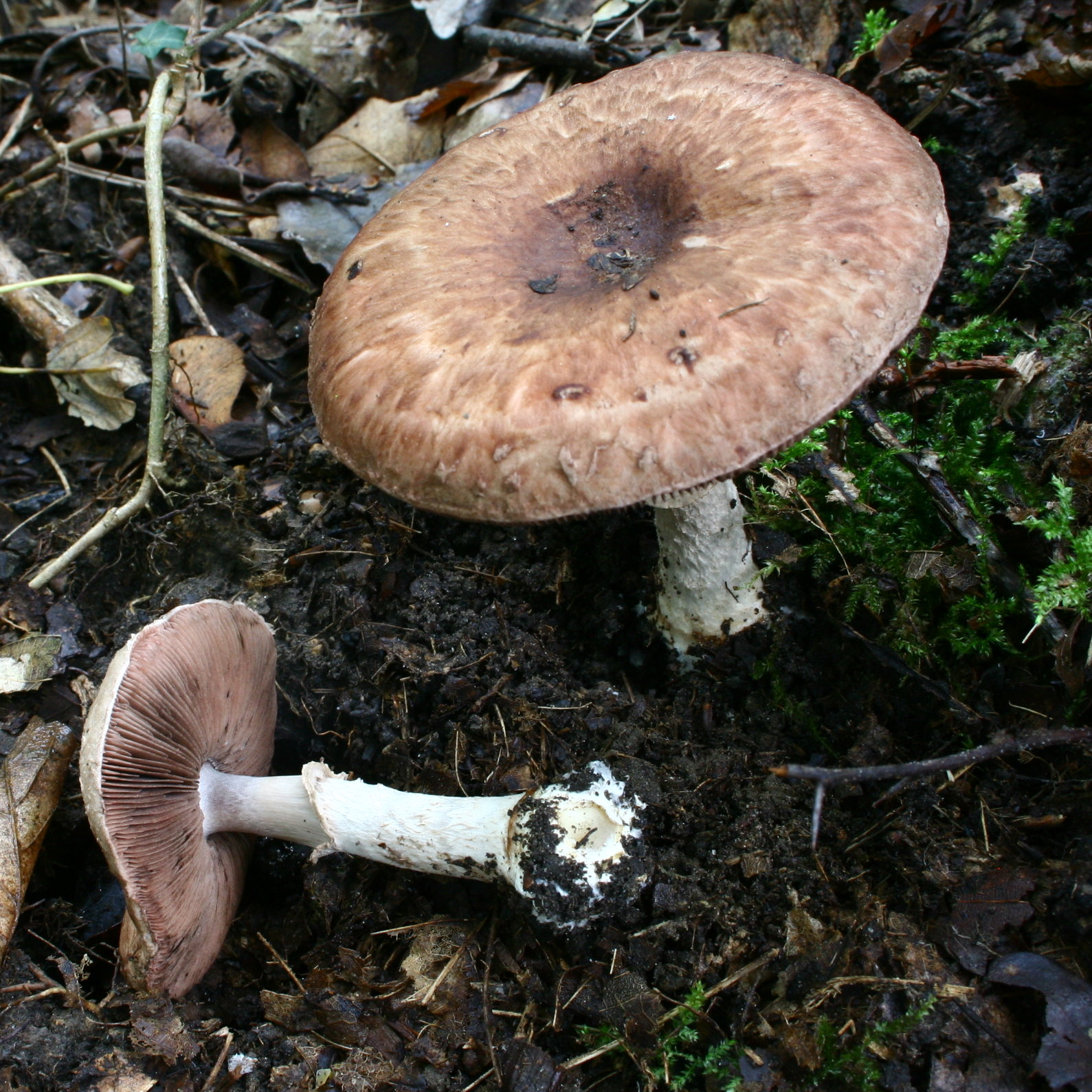
Agaricus lanipes
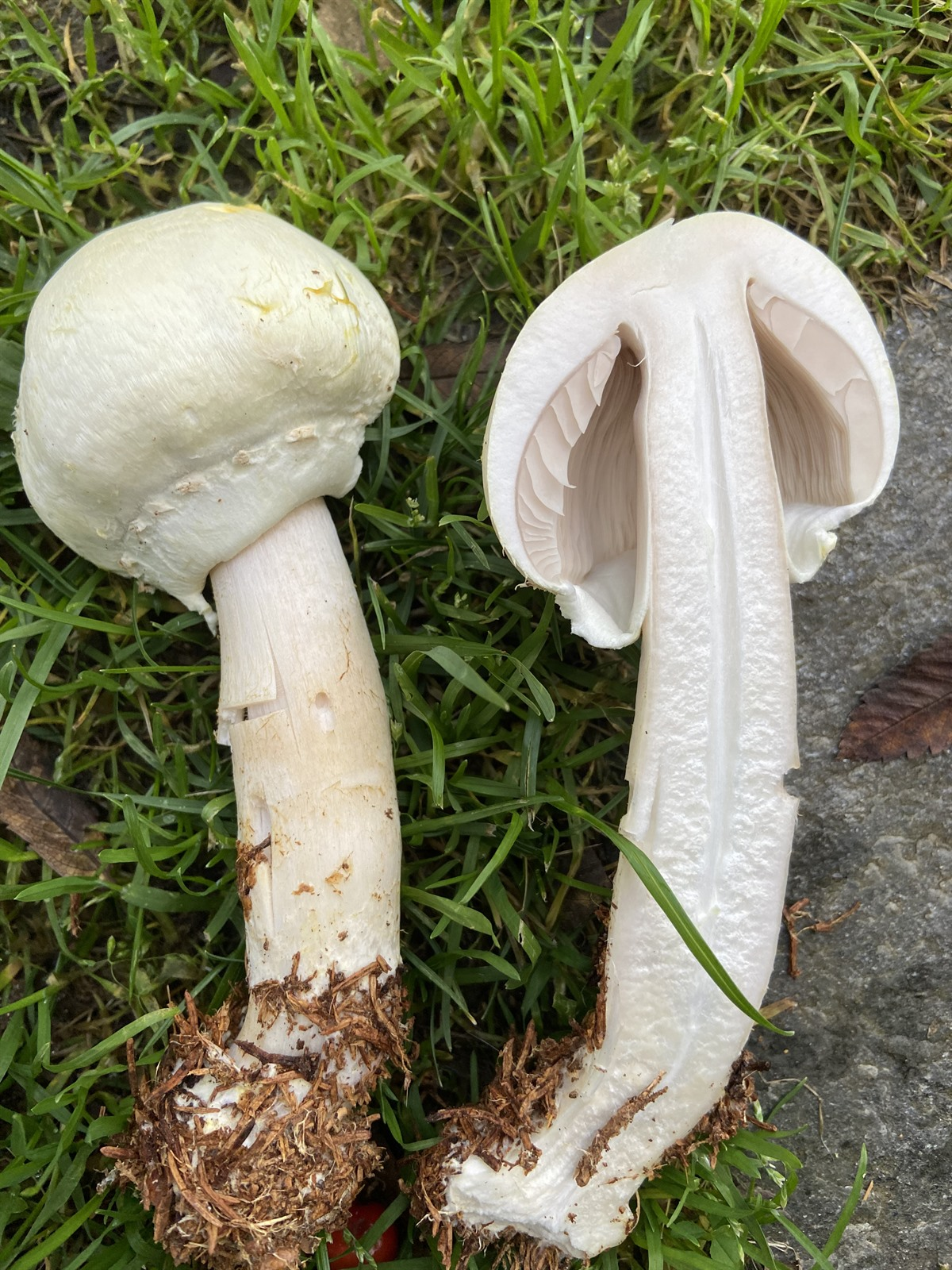
Agaricus macrocarpus
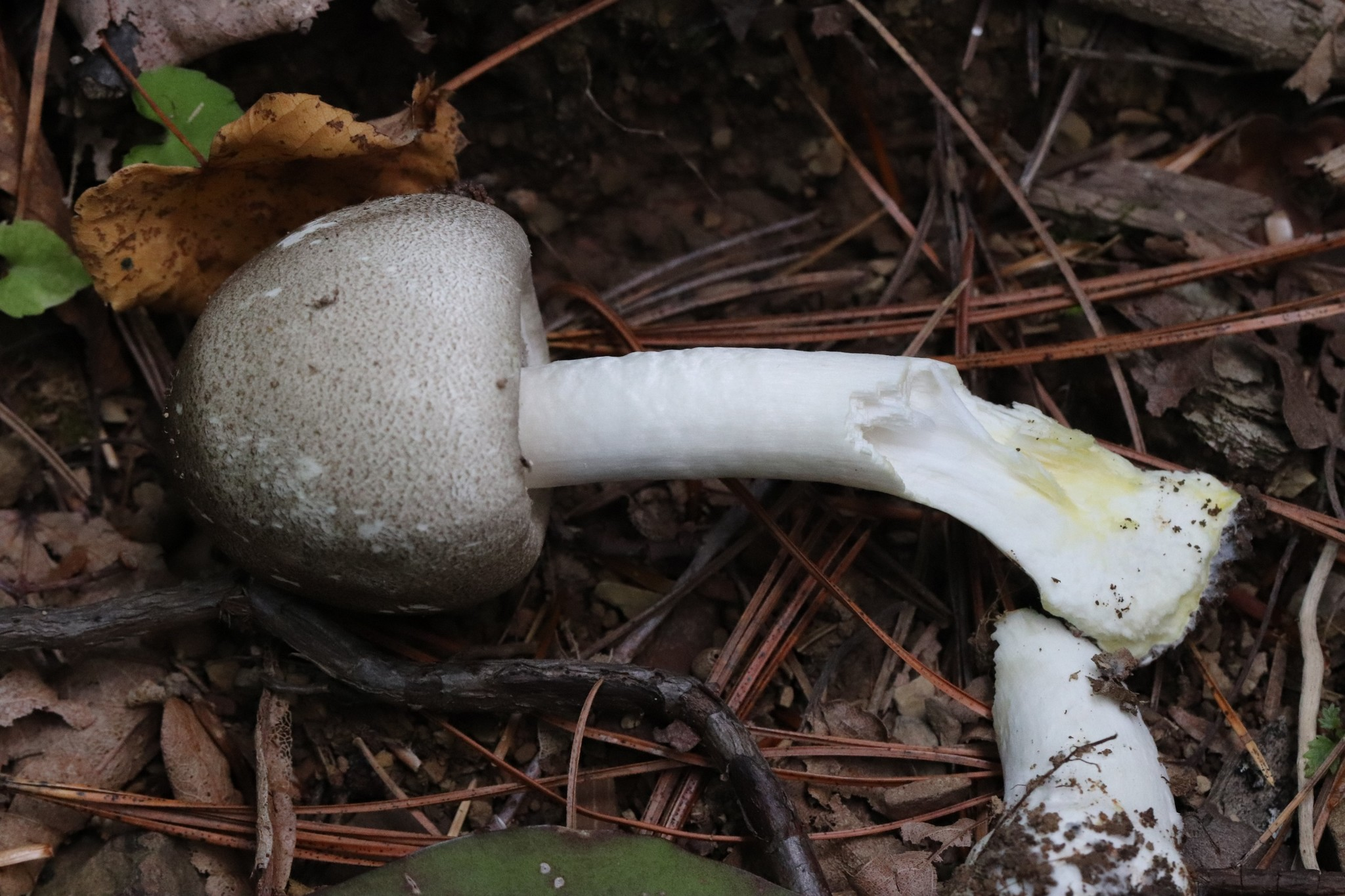
Agaricus moelleri
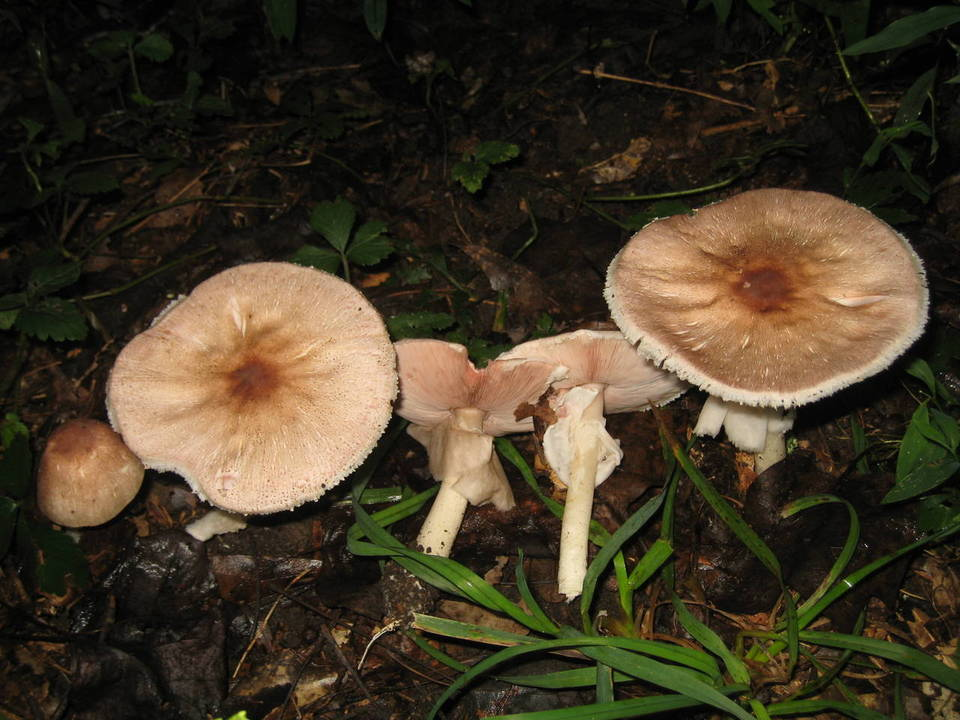
Agaricus placomyces
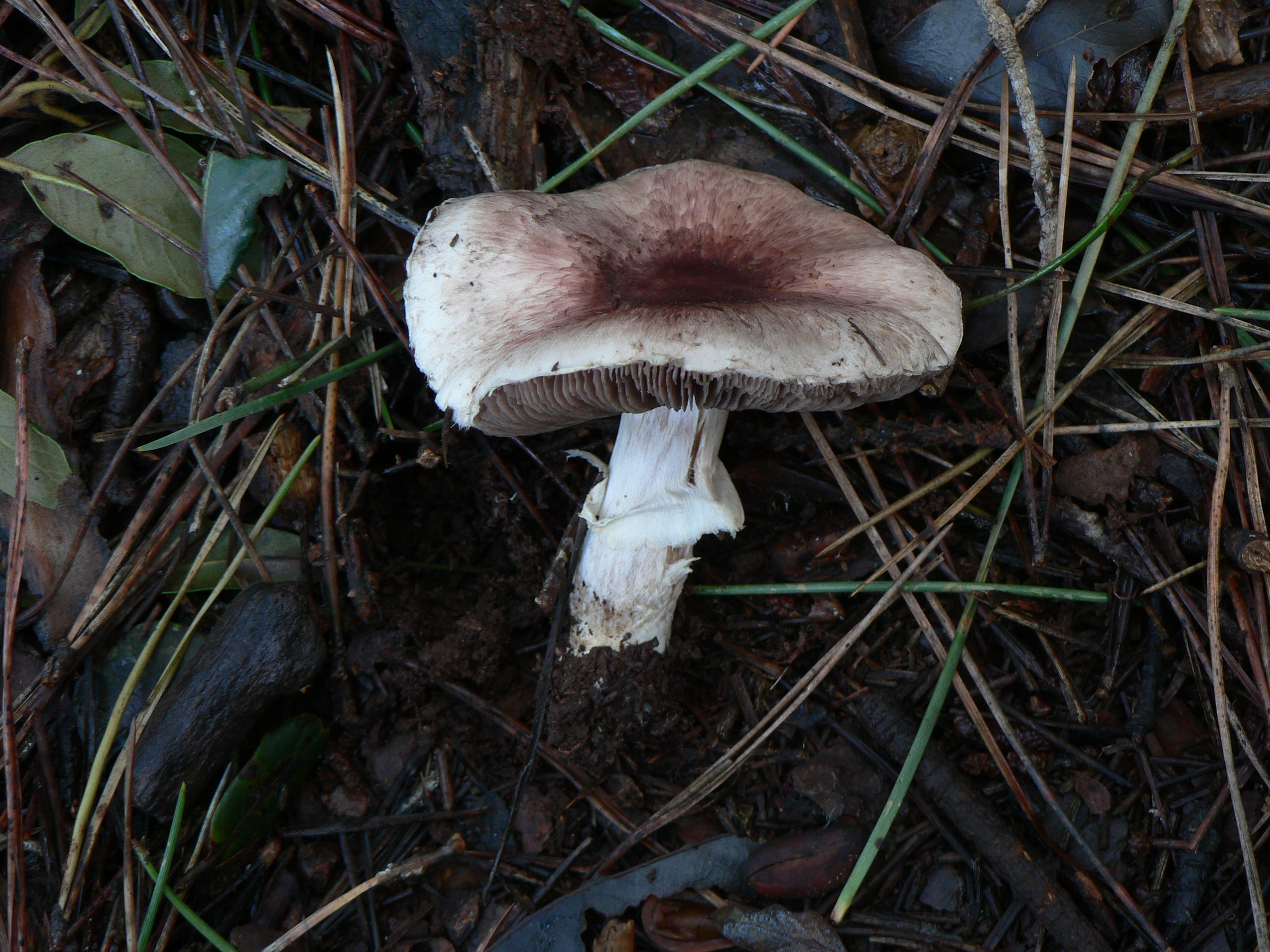
Agaricus porphyrizon
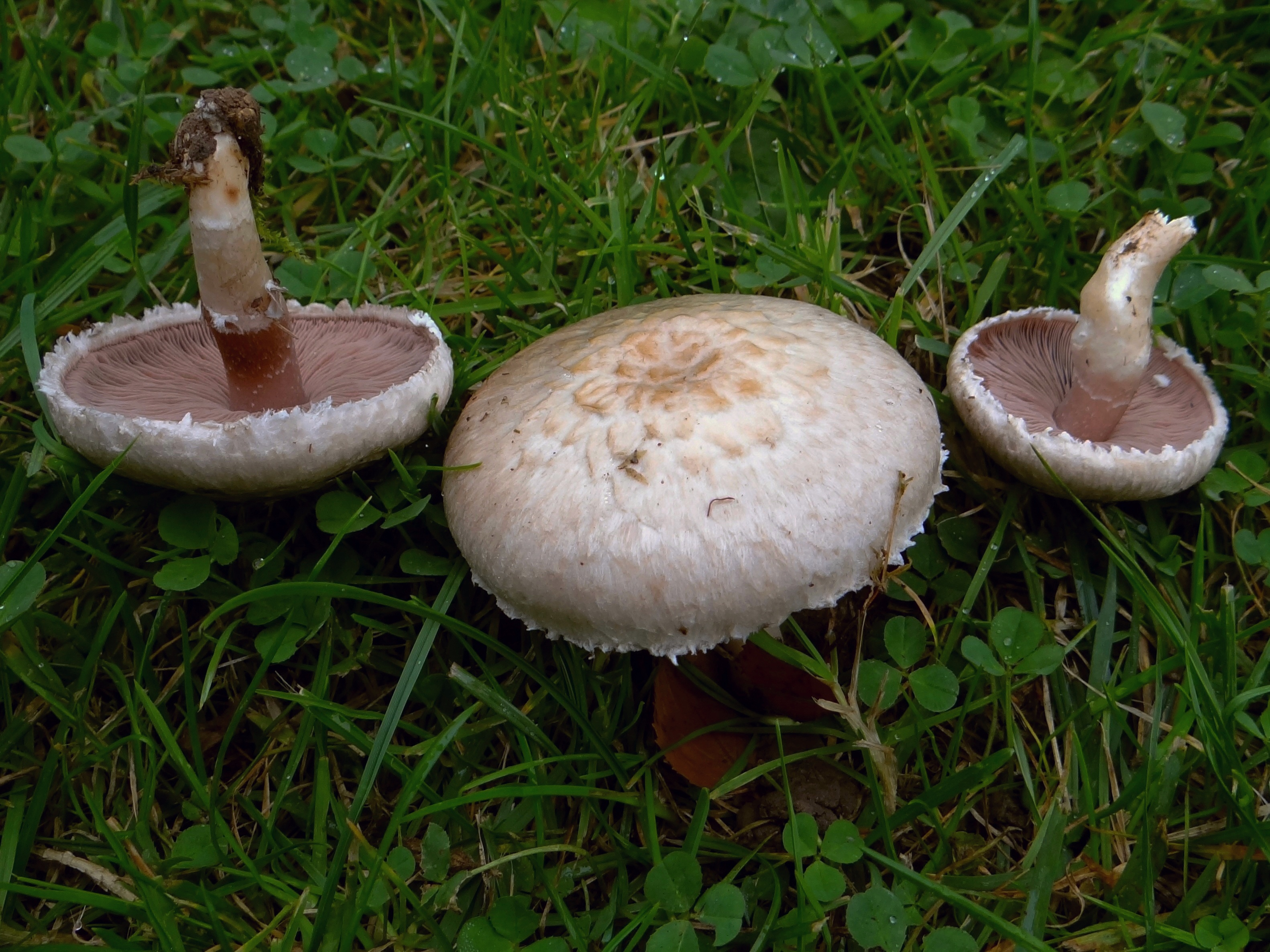
Agaricus semotus
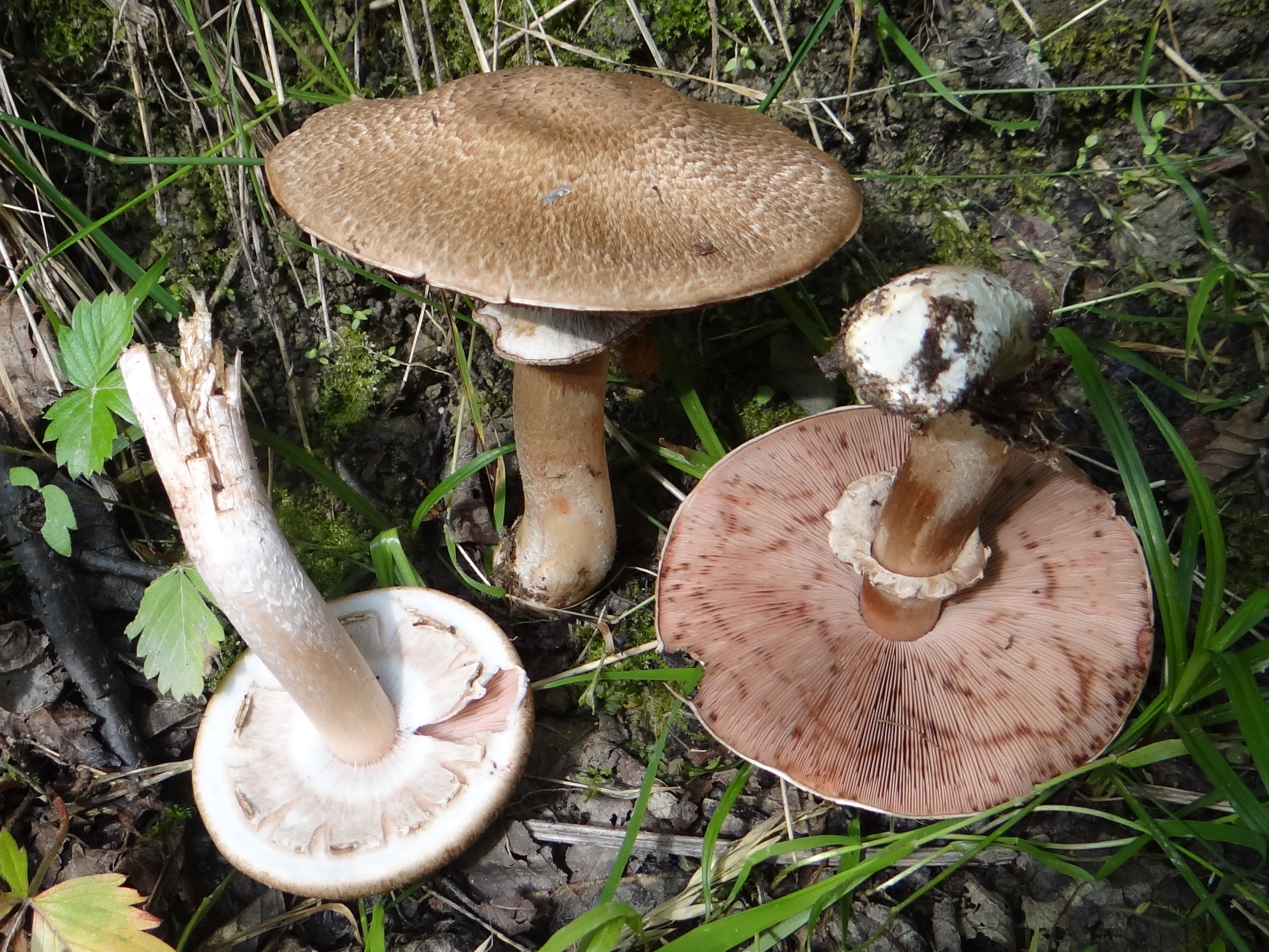
Agaricus silvaticus
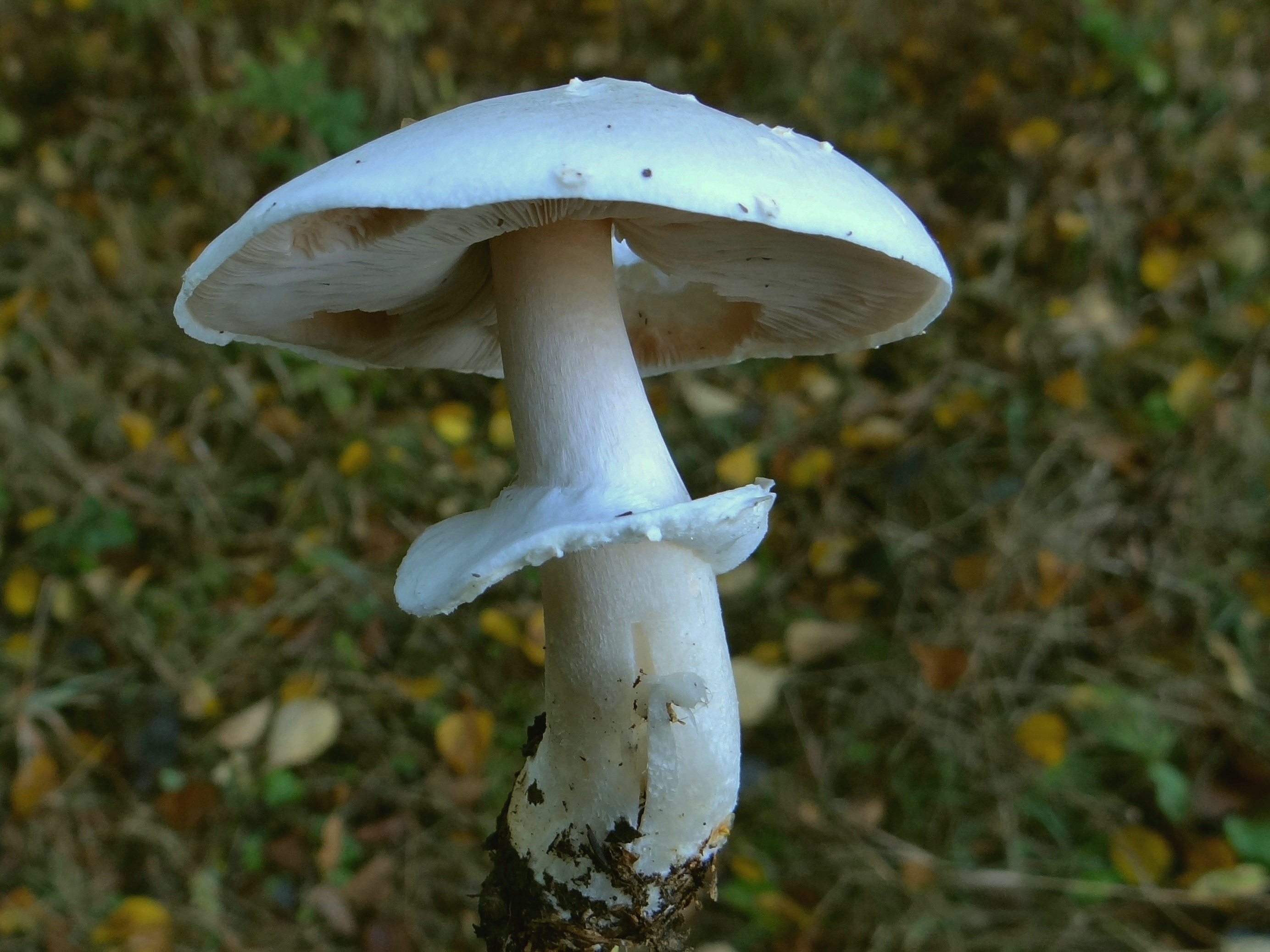
Agaricus silvicola
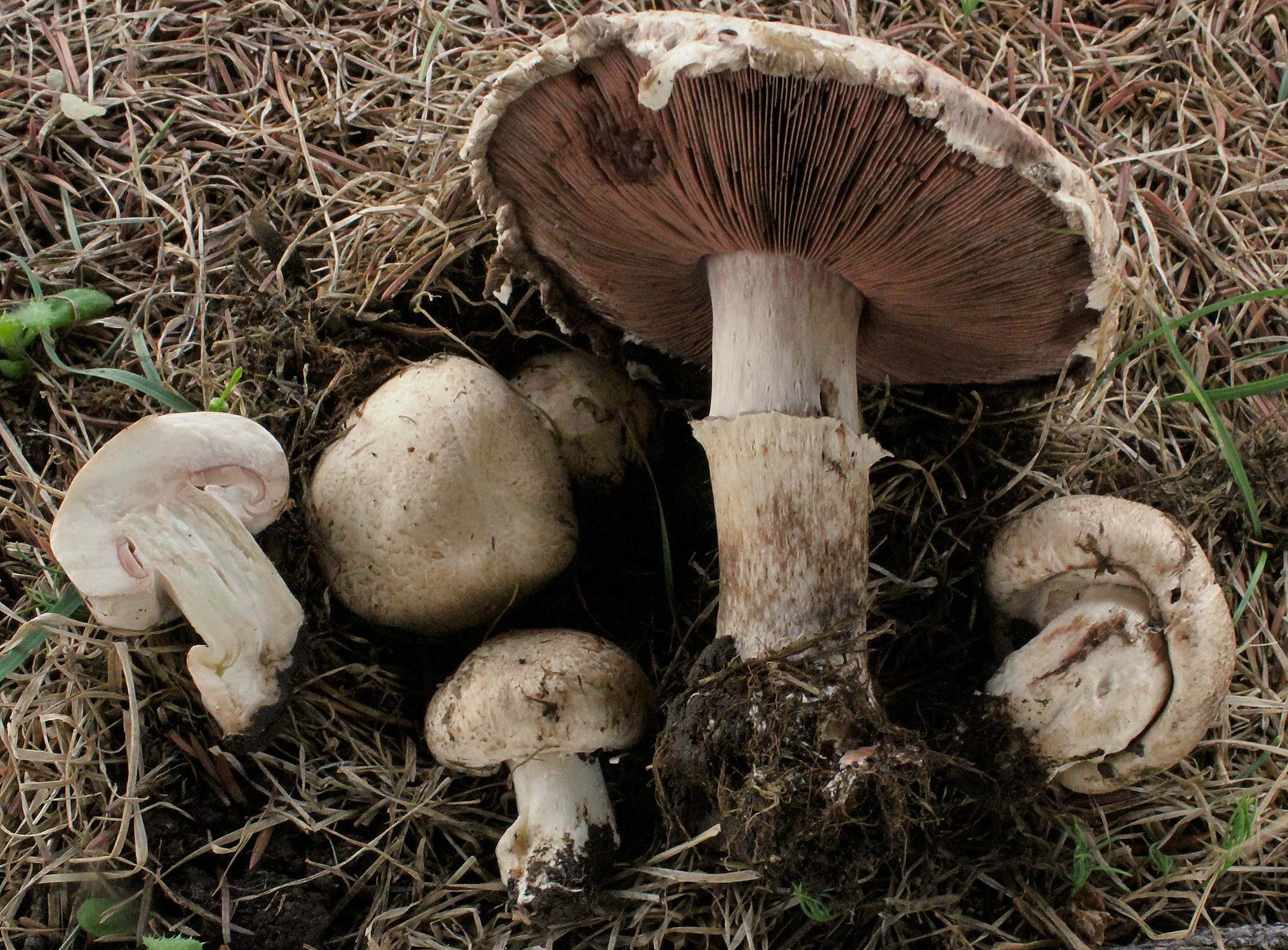
Agaricus subfloccosus
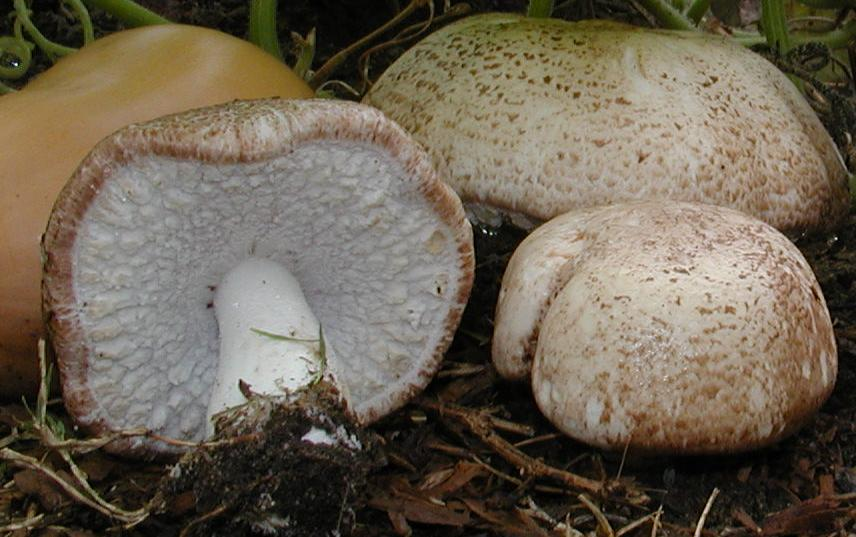
Agaricus subrufescens
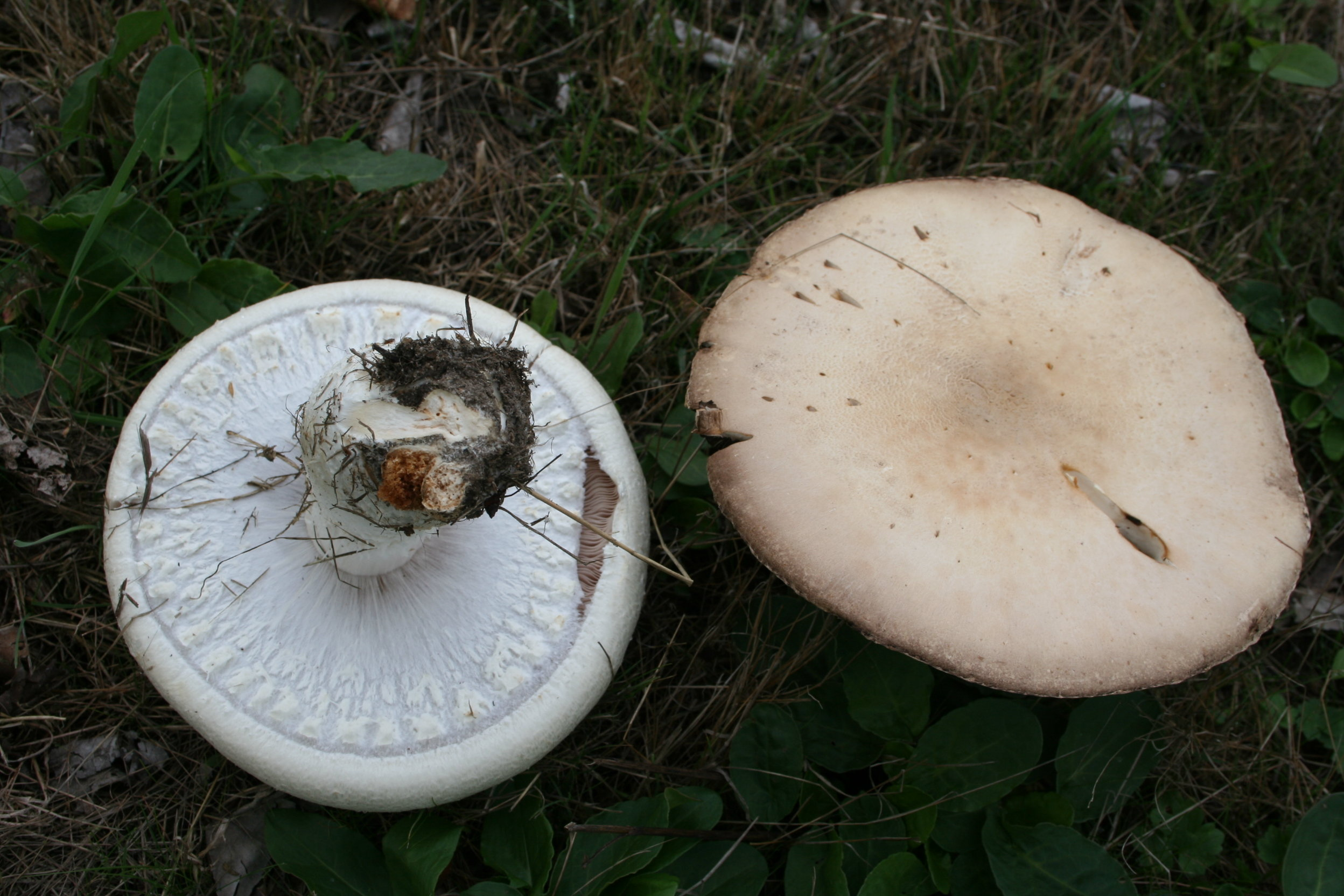
Agaricus urinascens
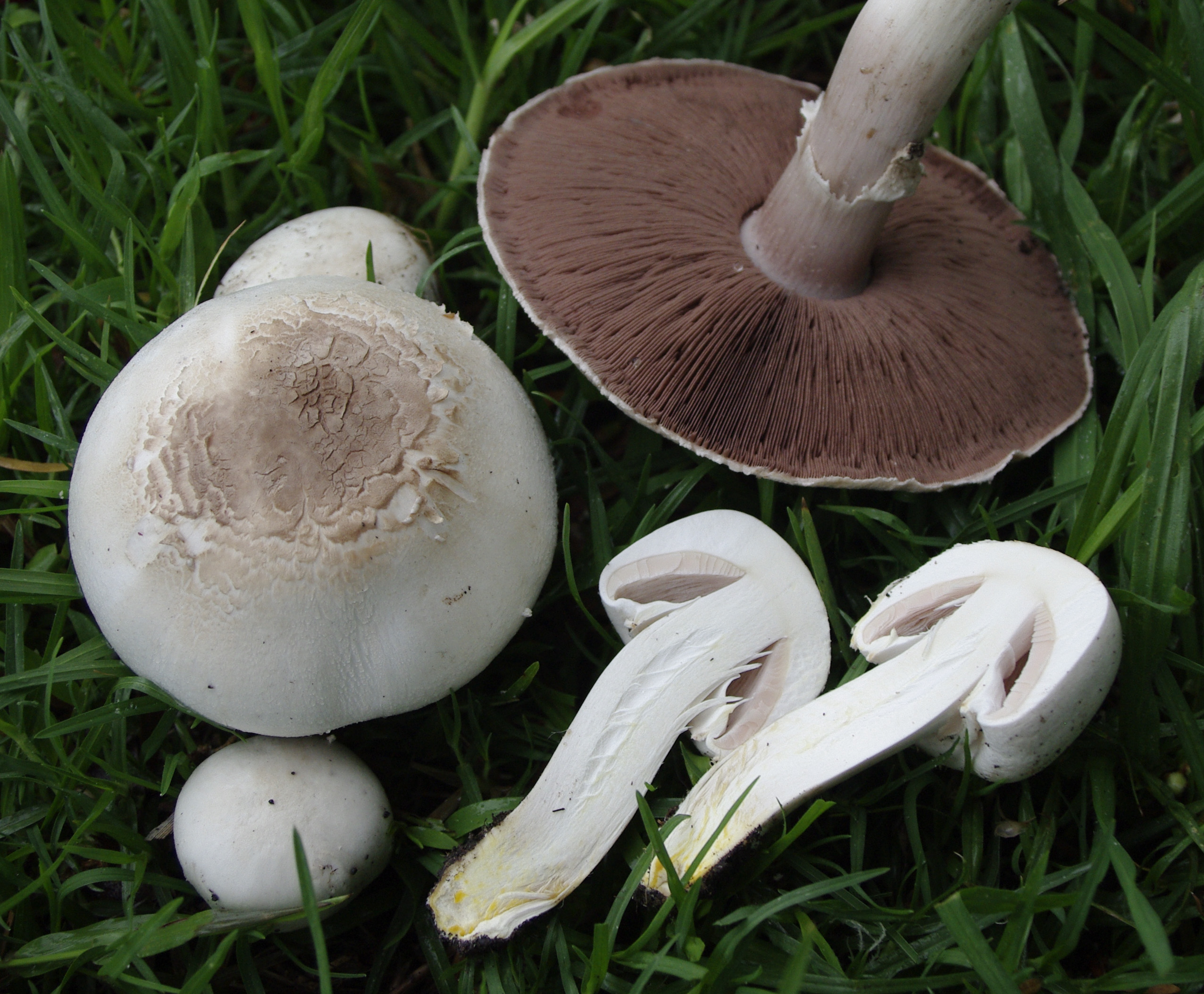
Agaricus xanthodermus

Niektóre inne gatunki
- Agaricus bernardiiformis Bohus 1975 – pieczarka solnolubna[10]
- Agaricus deserticola G. Moreno, Esqueda & Lizárraga 2010
- Agaricus subperonatus (J.E. Lange) Singer

## Znaczenie
Naziemne grzyby saprotroficzne. Większość gatunków to smaczne grzyby jadalne, niektóre jednak są grzybami trującymi. W Europie występuje ok. 100 gatunków pieczarek, z których wiele jest trudnych do rozróżnienia. Niedoświadczeni grzybiarze mogą pomylić pieczarki ze śmiertelnie trującymi muchomorami; muchomorem jadowitym czy muchomorem zielonawym (sromotnikowym). Zasadniczo takie pomyłki nie powinny mieć miejsca, gdyż pieczarki mają blaszki różowe lub ciemnobrązowe, muchomory zawsze białe, jednak pomyłki takie zdarzają się.
Jeden gatunek pieczarki – pieczarka dwuzarodnikowa jest powszechnie uprawiany i sprzedawany w sklepach.